# 薩字牌
薩字牌是根據1886年《中俄琿春東界約》設定的一個補充界牌，彌補了土字牌和帕字牌中間的空洞。
該牌定於马滴达乡镇压安岭村驻地正东12公里。“薩”字即俄文字母“С”。

## 簡介
清朝道光二十七年（1847年），俄国沙皇尼古拉一世任命穆拉维约夫为东西伯利亚总督，强行在中国的内河黑龙江流域扩张。咸丰四年四月，俄军入侵黑龙江，至翌年底基本完成对黑龙江下游的非法占领。咸丰七年，俄国又侵占黑龙江上、中游北岸的中国领土。咸丰八年四月初八日（1858年5月20日），英法联军攻占中国大沽。穆拉维约夫得知后于咸丰八年四月十一日（1858年5月23日）兵临中国瑷珲城下，要求同黑龙江将军奕山谈判中俄边界。咸丰八年四月十六日（1858年5月28日），奕山、穆拉维约夫签订《瑷珲条约》。该条约变更了中俄东段法定边界，使中国内河黑龙江变成了中俄界河，中国丧失黑龙江以北60多万平方公里的固有领土，并将乌苏里江以东40万平方公里的中国固有领土变成中俄“共管”地区，此外俄国还获得在黑龙江、乌苏里江的航行权。
咸丰十年九月二十六日，俄使伊格纳切夫利用英法联军攻占天津、北京的机会，以所谓“调停有功”的名义，诱迫清廷签订了《中俄北京条约》。该条约使此前俄方与黑龙江将军奕山签订的《瑷珲条约》获得清政府确认，将《瑷珲条约》内中俄“共管”的中国乌苏里江以东40万平方公里固有领土变成俄国领土。
根据《中俄北京条约》第三条的规定，咸丰十一年四月九日（1861年），清朝钦差大臣成琦和俄国全权代表卡札凯维奇在兴凯湖举行会议，会勘中俄东界。咸丰十一年五月二十一日，双方签订《中俄勘分东界约记》，作为《中俄北京条约》的补充条款。同时两国还签署并交换了《乌苏里江至海交界记文》（又称《中俄东段交界道路记文》），规定了该段已勘中俄边界设界牌的数目及位置。
《中俄北京条约》第一条规定：中俄东段边界之东南段“自白棱河口顺山岭至瑚布图河口，再由瑚布图河口顺珲春河及海中间之岭至图们江口，其东皆属俄罗斯；其西皆属中国。两国交界与图们江之会处及该江口相距不过二十里，且遵天津和约第九条议会绘画地图，内以红色分为交界之地，上写俄罗斯国阿、巴、瓦、噶、达、耶、热、皆、伊、亦、喀、拉、玛、那、倭、帕、啦、萨、土、乌等字头，以便易详阅。”在成琦与卡札凯维奇（又译“卡扎克维赤”）签订的《自乌苏里江至海的边界地图》上，也标明耶、亦、喀、拉、玛、那、倭、帕、啦、萨、土、乌12个俄文字头的界牌。其中，乌字牌定在图们江入海处的江口东岸、日本海边，图们江下游东（北）岸至日本海沿岸的罕奇海岸仍归中国，中国通过罕奇海岸将俄国和朝鲜两国隔开。
但是，咸丰十二年（1862年）俄国交换给中国的《乌苏里江至海交界记文》中仅规定设八座界牌，少了“乌”字等7座界牌。乌字牌的遗漏，使中国丧失了罕奇海岸的主权。此遗漏是因为清朝勘界使臣成琦鸦片犯瘾，到吉林城补充鸦片，将立碑事宜托付俄方勘界代表包办，俄方勘界代表趁机单方面绘制交界图，并在该图上将罕奇海岸划在“红线”以外，从而使俄国与朝鲜半岛隔图们江相连，获得侵略朝鲜的立足点，并封锁中国通过图们江出日本海的通道。
1885年6月8日，清朝光绪帝下谕，派会办北洋事宜大臣吴大澂会同珲春副都统依克唐阿重勘兴凯湖至图们江口段的中俄东部边界。他们的主要任务是在图们江补立土字牌，并收回黑顶子地方。1886年5月25日（光绪十二年四月二十二日），吴大澂与依克唐阿同俄国勘界大臣、东海滨省巡抚兼理军务将军巴拉诺夫，在俄国境内的岩杵河会谈，此即“岩杵河勘界会议”。中俄双方前后会谈8次，经历近四个半月结束。会议期间，双方签订《中俄珲春东界约》。1886年10月16日，吴大澂从海参崴乘船返回天津，1886年10月29日进北京复命。
在此次岩杵河勘界会议中，中方未能设立乌字牌并收回罕奇海岸。鉴于此，吴大澂决定再议土字牌的埋设位置。《中俄北京条约》规定：“两国交界与图们江之会处及该江口相距不过二十里。”但是咸丰十一年（1861年）中俄兴凯湖会议后，清朝代表成琦将添立界牌工作委托给俄方，俄方将土字牌埋设在距图们江四十五里处，使中国丧失大片领土。在岩杵河勘界会议上，吴大澂认为“应照《条约》记文，由海口量准中国里二十里，即在江边补立‘土’字界牌，方可与《条约》相符”。巴拉诺夫则据俄方单方面绘制的地图，坚持“海口二十里，海水灌入地，当谓之海河，除去海河二十里，才算图们江口，彼国所谓二十里，如此核计”。吴大澂根据常识以及《中俄北京条约》文本反驳巴拉诺夫的上述说法，称：“海口即江口有何分别？若论海水所灌，潮来时海水进口不止二十里，潮退时江水出口亦不止二十里。所谓江口者，总在海滩尽处，仍须照约由海口量准二十里方为妥洽。”巴拉诺夫乃发电报给俄方总督，请总督上奏俄廷，俟回电后继续商议。光绪十二年四月二十六日（1886年5月29日），巴拉诺夫接到总督复电，认为土字牌“从前既未立妥，自可酌量更改”。吴大澂乃建议向沙草峰前方挪动十八里，将土字牌立在山峰南麓沿图们江一侧的高坡下方，以免被图们江水冲毁，此处距离海口二十四、五华里。巴拉诺夫表态赞成。
1886年6月4日，巴拉诺夫率领随员到中国珲春。1886年6月7日，中俄两国在珲春开始第三次会议。会议首先逐条商议吴大澂拟成的“勘界记文稿六条”，随后议定补立“土”字牌、增立“啦（Р）”字牌、“萨（С）”字牌、“玛（М）”字牌及中国“收还黑顶子地方”。中俄琿春東界約中定明：在阿济密往来之道增立“萨(С)”字界牌。
薩字牌是长方形花岗岩石碑，高1.44米。